# Nokia 3
Nokia 3 je pametni mobilni telefon znamke Nokia nižjega cenovnega razreda, ki ga poganja mobilni operacijski sistem Android 7.1.1, HMD Global pa ga mesečno posodablja z varnostnimi posodobitvami in popravki. Operacijski sistem naj bi se v začetku letu 2018 nadgradil na najnovejšo različico Android 8.0. 
Mobilni telefon ima polikarbonatno ohišje in aluminjaste robove. Oblikovanje je podobno kot pri Nokiji Lumiji 925.
Poganja jo procesor Mediatek MT6737 in ima 16 GB notranjega pomnilnika in 2 GB delovnega pomnilnika.
Ima 5 palični oziroma 12,7 centimetrski zaslon ločljivosti 720p.
Ima glavni fotoaparat velikosti 8 MP z led bliskavico in sprednji fotoaparat velikosti 8 MP, obe kameri imata tudi avtomatsko ostrenje.

## Predstavitev
Predstavljena je bila dan pred Kongresom mobilne tehnologije v Barceloni 26. februarja 2017 skupaj s pametnima mobilnima telefonoma Nokio 5 in Nokio 6 in s prenovljeno različico klasičnega mobilnega telefona Nokia 3310 (2017). Za nakup pa je na voljo od konca druge četrtine leta 2017.